# Samuel Goldwyn

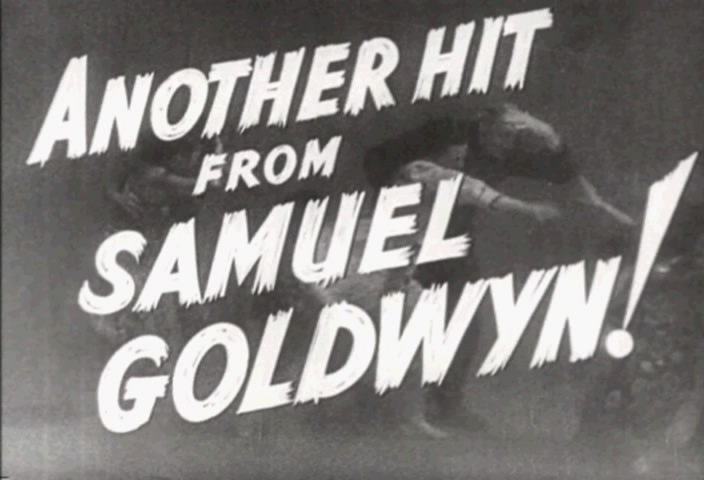
Z traileru filmu The Hurricane, který Goldwyn produkoval

Samuel Goldwyn, rodným jménem Szmuel Gelbfisz (17. srpna 1879, Varšava – 31. ledna 1974, Los Angeles), byl americký filmový producent a podnikatel židovského původu narozený na území dnešního Polska (tehdy Ruská říše). Stál u počátků Hollywoodu a jeho slavných značek jako Paramount či Metro-Goldwyn-Mayer. V roce 1946 získal Oscara za nejlepší film.

## Život
Již jako teenager se vydal pěšky z rodné Varšavy do Anglie. Usadil se v Birminghamu, kde začal užívat jméno Samuel Goldfish. Roku 1898, v devatenácti letech, emigroval do Spojených států. V roce 1899 se usadil v New Yorku. Jako mnoho jiných židovských přistěhovalců z té doby si nejprve našel práci v tamních textilních manufakturách (Podle legendy mu později spisovatelka Dorothy Parkerová, pocházející z vysokých kruhů, poté, co na ni ukázal na jednom hollywoodském autorském workshopu, řekla: "neukazujte na mě tím prstem, byl na něm náprstek!"). Rychle však stoupal nahoru. Příležitost mu dala firma Elite Glove Company. Za pouhé čtyři roky to v ní dotáhl na zástupce ředitele obchodního oddělení.
Roku 1913 se rozhodl podnikat sám za sebe. Na společném podniku, který by vyráběl filmy, se dohodl se svým švagrem Jessem L. Laskym a dalšími dvěma přáteli, z nichž jedním byl i Cecil B. DeMille, budoucí slavný filmař. Firma nesla název The Jesse L. Lasky Feature Play Company a roku 1913 začala vyrábět první film, když za 4000 dolarů zakoupila filmová práva na divadelní westernové drama The Squaw Man. Malá produkční firma s námětem vyrazila do rodícího se Hollywoodu. A zakladatel Paramount Pictures William Wadsworth Hodkinson jí vyšel vstříc – koupil nejen tento snímek, ale podepsal s ní smlouvu na produkci 36 filmů ročně. Druhou produkční firmou, s níž Paramount úzce spolupracoval, byla Famous Players Company Adolpha Zukora. Zukorova firma se s The Jesse L. Lasky Feature Play Company roku 1916 domluvila na fúzi. Vznikla nová společnost The Famous Players-Lasky Corporation. Záhy pak Zukor skoupil akcie Paramountu a sám sebe udělal jeho ředitelem. Goldwyna pak jmenoval předsedou představenstva Famous Players-Lasky.
Zukorova dominance ve firmě se však Goldwynovi nelíbila. Po mnoha konfliktech na svou funkci rezignoval, do chodu firmy přestal zasahovat a zůstal jen významným akcionářem. Goldwyn se poté rozhodl rozjet novou firmu. Spolu s broadwayskými producenty, bratry Edgarem a Archibaldem Selwynovými, založil roku 1916 produkční filmovou společnost Goldwyn Pictures. Od té doby také užíval příjmení Goldwyn namísto Goldfish. Firma si hned na svém startu dala do znaku lva ("Leo the Lion"), slavného a užívaného do dnešních dnů. Roku 1924 firma sfúzovala se společností Metro Pictures Corporation Marcuse Loewa. Změnila název na Metro-Goldwyn-Mayer (MGM), který nese dodnes. Přestože Loew velkoryse dal Goldwynovo jméno do názvu, hlavní slovo v této společnosti měl on. Goldwyn měl další podíl jen vlastnický, nikoli manažerský či produkční.
Goldwyn po svém faktickém vytlačení z rozhodujících pozic v MGM založil novou vlastní produkční společnost Samuel Goldwyn Production. Stal se jedním z nejúspěšnějších nezávislých producentů v Hollywoodu. Velkou část filmů pro něj točil režisér William Wyler. Na Oscara za nejlepší film byly nominovány jeho snímky Arrowsmith (1931), Dodsworth (1936), Dead End (1937), Wuthering Heights (1939), The Little Foxes (1941). Až v roce 1946 se konečně dočkal zlaté sošky, a to za film The Best Years of Our Lives. V 50. letech produkoval hlavně filmové muzikály. Byl jím i jeho poslední snímek, Porgy and Bess, z roku 1959, který však, ke Goldwynově velkému zklamání, neuspěl.
Goldwyn točil jako nezávislý producent nejprve pro United Artists, později pro RKO Radio Pictures. Jen jeden jediný film, paradoxně, vyprodukoval pro Metro-Goldwyn-Mayer, tedy firmu, jež nesla jeho jméno v názvu.
Roku 1971 obdržel vyznamenání Presidential Medal of Freedom. Tři roky poté zemřel. Jeho produkční společnost v 80. letech koupila firma Warner Bros. Jeden z Goldwynových synů poté založil novou produkční firmu nazvanou Samuel Goldwyn Company, ale roku 1997 ji pohltila MGM.

## Goldwynismus
V americké angličtině se někdy užívá pojem "goldwynismus", pro komické nesmyslné spojení slov, zvané též "malapropismus". Je odvozen právě od Samuela Goldwyna, jemuž je připisováno autorství některých takových frází, z nichž nejznámější je asi "zahrňte mě mimo" ("Include me out") a také ""Ústní dohoda nemá cenu ani papíru, na němž je (není) napsána" ("Verbal contract isn't worth the paper it's written on"). Další oblíbená věta mu připisovaná je "Myslím, že nikdo by neměl psát autobiografii, dokud není mrtvý." Další z goldwinismů prý zněl "Jsem ochoten přiznat, že někdy nemám pravdu, ale nikdy se nemýlím". Často šlo nejspíše o legendy, ale sám Goldwyn jimi byl potěšen a hlásil se k nim. Když se doslechl, že se pojem "goldwynism" dostal do slovníku anglických slov, reagoval na to prý slovy "Goldwynismus? Měli by si někdy poslechnout Jesse Laskyho!". Souviselo to s jeho zvláštním smyslem pro humor, jímž sarkasticky nahlížel i na filmový byznys. Podle jedné legendy, když si například koupil román o lesbách a byl upozorněn, že nejspíše nepůjde zfilmovat, protože téma je příliš kontroverzní, replikoval prý: "žádný problém, místo leseb tam dáme Maďarky", aby zironizoval, jak filmový průmysl zachází s literárními náměty a ustupuje tlaku veřejného mínění a vkusu.